# Hans Petter Ødegård
Hans Petter Ødegård (nascido em 16 de junho de 1959) é um ex-ciclista norueguês. Nos Jogos Olímpicos de Verão de 1984 em Los Angeles, competiu representando a Noruega em duas provas de ciclismo de estrada.